# Station Oostkerk
Station Oostkerk (Frans: Oisquercq) was een spoorwegstation langs spoorlijn 106 (Lembeek - Écaussinnes) in Oostkerk, een deelgemeente van de Belgische stad Tubeke.

## Aantal instappende reizigers
De grafiek en tabel geven het gemiddeld aantal instappende reizigers weer op een week-, zater- en zondag.
| Tabel: aantal instappende reizigers station Oisquercq | Tabel: aantal instappende reizigers station Oisquercq | Tabel: aantal instappende reizigers station Oisquercq | Tabel: aantal instappende reizigers station Oisquercq |
|                                                       | Weekdag                                               | Zaterdag                                              | Zondag                                                |
| ----------------------------------------------------- | ----------------------------------------------------- | ----------------------------------------------------- | ----------------------------------------------------- |
| 1977                                                  | 21                                                    | 8                                                     | 2                                                     |
| 1978                                                  | 23                                                    | 10                                                    | 2                                                     |
| 1979                                                  | 27                                                    | 3                                                     | 4                                                     |
| 1980                                                  | 22                                                    | 5                                                     | 3                                                     |
| 1981                                                  | 2                                                     | 11                                                    | 8                                                     |
| 1982                                                  | 5                                                     | 0                                                     | 0                                                     |
| 1983                                                  | 3                                                     | 0                                                     | 0                                                     |

0,0: Lembeek ·
3,1: Klabbeek ·
5,8: Oostkerk ·
9,1: Virginal ·
11,3: Fauquez ·
13,0: Ronquières ·
15,6: Henripont ·
18,8: Écaussinnes-Nord ·
21,7: Écaussinnes